# Wolf (Wuppertal)
Wolf ist eine Ortslage im Norden der bergischen Großstadt Wuppertal.

## Lage und Beschreibung
Die Ortslage befindet sich im Süden des Wohnquartiers Uellendahl-West im Stadtbezirk Uellendahl-Katernberg auf einer Höhe von 197 m ü. NHN im Tal des Mirker Bachs an der heutigen Uellendahler Straße Ecke Albert-Schweitzer-Straße. Der Name Wolf ist als eigenständige Bezeichnung für diese Ortslage mehrheitlich nicht mehr im Bewusstsein der Bevölkerung vorhanden, der ursprüngliche Wohnplatz ist in der Wohn- und Gewerbebebauung entlang der Uellendahler Straße aufgegangen.
Benachbarte Ortslagen, Hofschaften und Wohnplätze sind Uellendahl, Am Gebrannten, Röttgen, Auf der Nüll, Am Brucher Häuschen, Weinberg, Am Haken und Kempers Häuschen. Bei der Ortslage mündet der Bachlauf am Gebrannten in den Mirker Bach.

## Etymologie und Geschichte
Der Ort ist auf der Topographischen Aufnahme der Rheinlande von 1824 als a.Bruch. und auf der Preußischen Uraufnahme von 1843 als Wolf eingezeichnet.
Am Ort vorbei wurde 1825 die Chaussee von Elberfeld über Hatzfeld und Schmiedestraße nach Sprockhövel und Witten gebaut, die heutige Uellendahler Straße.